# Ernest Germain de Saint-Pierre
Ernest Jacques Nicolas Germain dit Germain de Saint-Pierre, né le 7 décembre 1814 à Saint-Pierre-le-Moûtier (Nièvre) et mort le 28 juin 1882 à Hyères (Var), est un médecin et botaniste français.

## Biographie

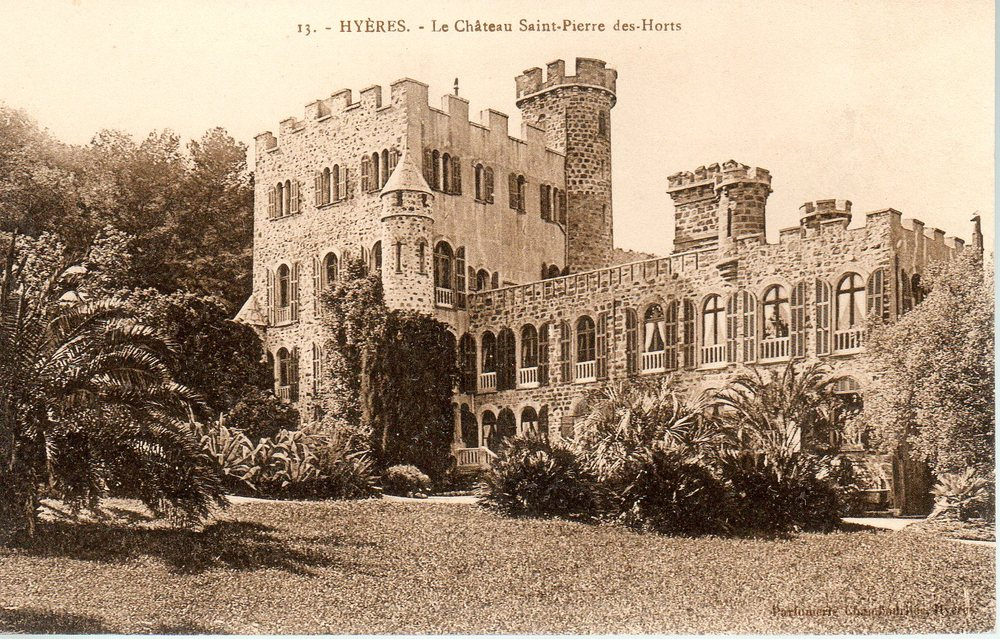
Saint-Pierre des Horts en 1924.

Ancien précepteur du comte de Paris, il est l'élève d'Achille Richard, professeur de botanique à la Faculté de médecine de Paris.
Il est l'un des quinze botanistes membres fondateurs de la Société botanique de France (SBF) fondée le 24 mai 1854 qui a pour but de concourir aux progrès de la botanique et des sciences qui s’y rattachent et de faciliter, par tous les moyens dont elle peut disposer, les études et les travaux de ses membres. Il en est le président en 1870 et 1871.
Il collabore dans le domaine des hybridations avec le botaniste Charles Naudin.
En 1857, il  fait construire  le château néo-médiéval de Saint-Pierre-des-Horts , à Hyères, quartier de Costebelle, époque où il transforme son nom en Germain de Saint-Pierre. Il est  voisin de la villa Marguerite appartenant au naturaliste lyonnais Gustave Bonnet et du Plantier de Costebelle appartenant au baron de Prailly. Il est également propriétaire, toujours à Hyères, de la Villa Sylvabelle, construite en 1892 pour le duc Decazes et George Sand explique dans Voyage dans le midi, en 1861, que l'entretien de ces deux vastes propriétés cause une gêne financière au botaniste qui cherche à revendre son château de Saint Pierre des Horts. Cet édifice, aujourd'hui disparu, a laissé la place à un centre de loisirs du BTP.

## Liste partielle des publications
- [Germain & Cosson 1845] Ernest Germain et Ernest Cosson, Flore Descriptive et Analytique des Environs de Paris (1re et 2e parties + atlas), Paris, libr. Fortin, Masson & Cie, 1845 (réimpr. 1861) (lire en ligne [sur gallica]).
- 1852. Guide du botaniste ou Conseil pratique sur l'étude de la botanique, Victor Masson.
- 1861. Indicateur topographique et médical de Hyères en Provence par le Docteur*** - Hyères, Imprimerie de Cruvès.
- 1870. Nouveau Dictionnaire de  botanique comprenant la description des familles naturelles, les propriétés médicales et les usages économiques des plants, la morphologie et la biologie des végétaux (étude des organes et étude de la vie). lire en ligne.